# Uperodon
Uperodon – rodzaj płazów bezogonowych z podrodziny Microhylinae w rodzinie wąskopyskowatych (Microhylidae).

## Zasięg występowania
Rodzaj obejmuje gatunki występujące w Pakistanie, Indiach, Bhutanie, Nepalu, Bangladeszu, Sri Lance i Mjanmie.

## Systematyka

### Etymologia
- Uperodon (Hyperodon): gr. υπερωα uperōa „podniebienie”; οδους odous, οδοντος odontos „ząb”[2].
- Cacopus: gr. κακοπους kakopous „mający słabe nogi”, od κακος kakos „kiepski, bezwartościowy”; πους pous, ποδος podos „stopa”[8]. Nazwa zastępcza dla Uperodon A.M.C. Duméril & Bibron, 1841.
- Pachybatrachus: gr. παχυς pakhus „wielki, gruby”[9]; βατραχος batrakhos „żaba”[10]. Gatunek typowy: Pachybatrachus petersii Keferstein, 1868 (= Rana systoma Schneider, 1799).
- Ramanella: „ten rodzaj kojarzy mi się z imieniem mojego starego ucznia, B. S. Ramanny, który wykazał się wielką gorliwością w zbieraniu materiału badawczego do pracy cytologicznej i embriologicznej”[6]. Gatunek typowy: Ramanella symbioitica Rao & Ramanna, 1925 (= Callula variegata Stoliczka, 1872)).

### Podział systematyczny
Peloso i współpracownicy (2016) uznali rodzaj Ramanella za młodszy synonim rodzaju Uperodon, przenosząc do tego ostatniego rodzaju gatunki pierwotnie zaliczane do rodzaju Ramanella. Do rodzaju należą następujące gatunki:
- Uperodon anamalaiensis (Rao, 1937)
- Uperodon assamensis (Das, Sengupta, Ahmed & Dutta, 2005)
- Uperodon globulosus (Günther, 1864)
- Uperodon montanus (Jerdon, 1853)
- Uperodon mormoratus (Rao, 1937)
- Uperodon nagaoi (Manamendra-Arachchi & Pethiyagoda, 2001)
- Uperodon obscurus (Günther, 1864)
- Uperodon palmatus (Parker, 1934)
- Uperodon rohani Garg, Senevirathne, Wijayathilaka, Phuge, Deuti, Manamendra-Arachchi, Meegaskumbura & Biju, 2018
- Uperodon systoma (Schneider, 1799)
- Uperodon taprobanicus (Parker, 1934)
- Uperodon triangularis (Günther, 1876)
- Uperodon variegatus (Stoliczka, 1872)